# Le Lavoir public
Pour les articles homonymes, voir Lavoir.
Le Lavoir Public est un lieu culturel de diffusion et de production artistique situé dans le 1er arrondissement de Lyon. Réhabilité sous l’impulsion des Lavandières, il s’impose comme un lieu emblématique de la scène émergente.
Sa programmation éclectique inclut des spectacles, concerts, performances et événements festifs, favorisant l’expression d’artistes issus de divers horizons. 

## Histoire

### Lavoir municipal
L'ensemble du lavoir municipal et des bains douches est construit en 1934 par les architectes de la ville Robert V. A., Marin J et A. Chollat. Ils se repèrent de loin grâce à leur cheminée de brique de 35 mètres. Ces bains-douches et le lavoir étaient à l’origine fréquentés par la population ouvrière de la Croix-Rousse (habitants des immeubles-ateliers de l'ancienne Fabrique), ainsi que par les habitants de la cité HBM du clos Jouve, située non loin, en haut des pentes. Il se compose d'une partie lavoir avec une blanchisserie assortie d'une vingtaine de lessiveuses (22) située au rez-de-chaussée et de bains-douches localisés au premier étage. Ce bâtiment emblématique se signale dans le paysage par une haute cheminée en brique de 35 m. Actuellement le lavoir n'est plus en activité, il a été fermé à la fin des années 80 (fissures en fond de bassin). Ce bâtiment n'a pas été intégré dans le périmètre de la ZPPAUP de 1994, malgré l'intérêt urbain et patrimonial de ce bâtiment architecture XXe siècle. Le lavoir municipal a fermé à la fin des années 1980 et a été reconverti en théâtre. Quant aux bains-douches, ils ont cessé de fonctionner en 2016. Le bâtiment en béton armé, présente une forme de V le long des rues Ornano et Flesselles. Les deux ailes (chacune de 2 étages) sont accrochées à une tour de distribution située à leur jonction. Une haute cheminée en brique de 35 mètres et de 1,20 m de diamètre occupe l'intérieur de la cour. Chaque aile est rythmée sur les deux étages par des travées en bandeau horizontal. Cette construction, très bien intégrée à la topographie des pentes de la Croix-Rousse, fait partie d'un petit ensemble urbain des années 1930, avec les écoles primaire et maternelle Victor Hugo ainsi que la salle municipale Paul Garcin. Cet ensemble bâti aurait dû être intégré au périmètre de l’AVAP.  Le Lavoir Public est compris dans le périmètre UNESCO en limite du périmètre de l’ AVAP.

### Lieu de spectacle
Créé par Olivier Rey et Julien Ribeiro, l'association Le Club Théâtre au Lavoir Public ouvre ses portes au sein du lavoir pour devenir un espace multiculturel. La programmation est pluridisciplinaire et contemporaine avec notamment des soirées "clubbing" . Il deviendra finalement le Lavoir Public.
L'association Le La Voir au Public occupe le lieu à partir de juin 2021. Des travaux d'embellissement ont été menés (nettoyage, peinture, restructuration de la scène...). L'association poursuit le travail mené par ses prédécesseurs en voulant diversifier au maximum la fréquentation du lieu. Le La Voir au Public propose ainsi des residences aux artistes émergents et participe à la création d’un partenariat entre les artistes accueillis au Lavoir et des associations luttant pour l’inclusion et la visibilisation des minorités. Cette position leur permet de toucher des publics traditionnellement éloignés des sphères culturelles. Enfin, l'association abrite en son sein un pôle patrimoine qui mène des recherches et des activités avec divers acteurs et actrices du paysage lyonnais.
Depuis juin 2024, l’association Les Lavandières – Lavoir Public assure la direction du Lavoir Public avec l’ambition de faire du Lavoir un espace vivant, inclusif et résolument tourné vers l’expérimentation artistique. L'association impulse une nouvelle dynamique fondée sur la création émergente et l’engagement citoyen. Sous l’impulsion des Lavandières, en poursuivant le travail de ses prédécessseurs, le Lavoir Public devient un véritable laboratoire culturel : théâtre, musique, performances hybrides, soirées festives ou encore rencontres citoyennes se succèdent dans une programmation foisonnante et audacieuse. Loin de se cantonner à un seul genre, le lieu se veut un terrain d’expression pour celles et ceux qui explorent de nouvelles formes, de nouveaux récits.
Au-delà de sa programmation artistique, le Lavoir Public est aussi un lieu de vie. Le bar, pensé comme un espace convivial et responsable, valorise les circuits courts et les initiatives locales, renforçant le lien entre culture et transition écologique. Le lieu accueille également des résidences d’artistes, soutient des projets en lien avec des associations œuvrant pour la justice sociale et l’inclusion, et développe un travail de médiation pour toucher des publics éloignés de l’offre culturelle traditionnelle.
En ancrant leur projet dans une démarche participative et en valorisant les mémoires populaires du lieu, Les Lavandières réaffirment le rôle du Lavoir Public comme espace de culture partagée, de création collective et de rencontre.  

## Sources
- Le Lavoir public accueillera les Lavandières par Clémence Depresle
- Lyon. Le Lavoir Public rouvre ses portes
- Le Lavoir public rouvre ses portes sous l’égide de l’association culturelle et artistique Les Lavandières par Yves Le Flem
- article presse local
- Article concernant un spectacle de Gilles Pastor au Lavoir Public publié dans mouvement.
- « Lavoir municipal dit lavoir public, bains douches, blanchisserie industrielle… », sur rhonealpes.fr via Internet Archive (consulté le 26 février 2024)
- http://www.lyoncapitale.fr/Journal/Lyon/Actualite/Actualites/Social/Bains-douches-lumiere-sur-une-fermeture-en-catimini